# Prostomis mandibularis
Prostomis mandibularis – gatunek chrząszcza z rodziny Prostomidae.

## Zasięg występowania
Gatunek holarktyczny, występuje w Europie, północnej Azji i na Bliskim Wschodzie oraz w Ameryce Północnej. W Europie notowany w Austrii, na Białorusi, w Bośni i Hercegowinie, Chorwacji, Czarnogórze, Czechach, Danii, Francji, Hiszpanii, Niemczech, Polsce, Rosji, Rumunii, Serbii, na Słowacji, w Słowenii, Szwajcarii, Szwecji, na Ukrainie, Węgrzech oraz we Włoszech (w tym na Sardynii).
W Polsce występuje na nielicznych, rozproszonych stanowiskach w całym kraju.

## Budowa ciała
Osiąga 5–6,2 mm długości. Ciało wydłużone i spłaszczone. Żuwaczki bardzo masywne o gęsto ząbkowanych wewnętrznych krawędziach. Głowa oraz przedplecze delikatnie punktowane; w tylnej części głowy wyraźna, poprzeczna bruzda. Wierzchołki pokryw zaokrąglone, na ich powierzchni po pięć rzędów podłużnych punktowań. Ubarwienie ciała jasnobrązowe.

## Biologia i ekologia
Gatunek związany z lasami pierwotnymi. W Europie Środkowej w XIX wieku występował dość licznie, jednak prowadzenie gospodarki leśnej doprowadziło do spadku jego liczebności oraz wyginięcia w wielu miejscach.
Spotykany od wiosny do jesieni. Postacie dorosłe oraz larwy spotyka się w powalonych, leżących i przegniłych pniach, kłodach oraz pniakach drzew iglastych i liściastych. Larwy żerują w wilgotnym, miękkim drewnie drążąc płaskie chodniki poziomo, wzdłuż przyrostów rocznych drewna. Przepoczwarczają się one w lipcu, zaś postacie dorosłe nowego pokolenia pojawiają się w sierpniu.